# James Trafford
James Harrington Trafford (Cockermouth, Inglaterra, 10 de octubre de 2002) es un futbolista británico que juega como portero en el Manchester City F. C. de la Premier League.

## Selección nacional
El 14 de junio de 2023 fue incluido en la selección de sub-21 de Inglaterra para el Eurocopa Sub-21 de 2023. No encajó ningún gol durante el torneo en seis partidos, siendo la primera vez que un portero lo lograba en la historia del torneo, y detuvo un penalti en el tiempo añadido y su rebote en la final contra España, en la que Inglaterra se impuso por 1-0. Su mentalidad fue elogiada por el seleccionador sub-21 de Inglaterra Lee Carsley.

## Estadísticas

### Clubes
Actualizado al último partido disputado el 6 de diciembre de 2024.
| Accrington Stanley F. C. Inglaterra   | 3.ª           | 2021-22       | 11  | 26  | 0 | 0 | — | — | 11  | 26  |
| Accrington Stanley F. C. Inglaterra   | Total club    | Total club    | 11  | 26  | 0 | 0 | 0 | 0 | 11  | 26  |
| Bolton Wanderers F. C. Inglaterra     | 3.ª           | 2021-22       | 22  | 20  | — | — | — | — | 22  | 20  |
| Bolton Wanderers F. C. Inglaterra     | 3.ª           | 2022-23       | 47  | 36  | 5 | 2 | — | — | 52  | 38  |
| Bolton Wanderers F. C. Inglaterra     | Total club    | Total club    | 69  | 56  | 5 | 2 | 0 | 0 | 74  | 58  |
| Burnley F. C. Inglaterra              | 1.ª           | 2023-24       | 26  | 58  | 0 | 0 | — | — | 27  | 58  |
| Burnley F. C. Inglaterra              | 2.ª           | 2024-25       | 18  | 7   | 0 | 0 | — | — |     |     |
| Burnley F. C. Inglaterra              | Total club    | Total club    | 44  | 65  | 0 | 0 | 0 | 0 | 44  | 65  |
| Total carrera                         | Total carrera | Total carrera | 124 | 147 | 5 | 2 | 0 | 0 | 125 | 149 |
| (1) Hace referencia a goles encajados |               |               |     |     |   |   |   |   |     |     |

## Palmarés

### Títulos nacionales
| Título     | Club                   | País       | Año  |
| ---------- | ---------------------- | ---------- | ---- |
| EFL Trophy | Bolton Wanderers F. C. | Inglaterra | 2023 |

### Títulos internacionales
| Título          | Club (*)   | País              | Año  |
| --------------- | ---------- | ----------------- | ---- |
| Eurocopa Sub-21 | Inglaterra | Georgia · Rumania | 2023 |

(*) Incluyendo la selección.